# Liste der Monuments historiques in Les Grandes-Armoises
Die Liste der Monuments historiques in Les Grandes-Armoises führt die Monuments historiques in der französischen Gemeinde Les Grandes-Armoises auf.

## Liste der Objekte
| Bezeichnung                     | Beschreibung                                                   | Standort                           | Kennzeichnung | Schutzstatus | Datum | Bild |
| ------------------------------- | -------------------------------------------------------------- | ---------------------------------- | ------------- | ------------ | ----- | ---- |
| Pietà                           | Holz, farbig gefasst, 16. Jahrhundert                          | in der Kirche Ste-Catherine (Lage) | PM08001096    | Inscrit      | 1978  |      |
| Relief Sieben Schmerzen Mariens | Holz, 16. oder 17. Jahrhundert; aus der Kartause von Mont-Dieu | in der Kirche Ste-Catherine (Lage) | PM08000244    | Classé       | 1970  |      |